# سیارک ۱۲۶۳
سیارک ۱۲۶۳ (به انگلیسی: 1263 Varsavia، نامگذاری:1933FF) هزار و دویست و شصت و سومین سیارک کشف شده‌است که در ۲۳ مارس ۱۹۳۳ کشف شد.
قدر مطلق سیارک برابر ۱۰٫۵۰ است.